# Creu de terme de Salelles
La Creu de terme de Salelles és una creu de terme situada al límit dels municipis de Manresa i Sant Salvador de Guardiola (Bages) protegida com a bé cultural d'interès local.

## Descripció
L'actual creu de terme de Salelles consta de les següents parts: una peanya de dos graons i un cos circular de 40cm d'alçada, a sobre del qual es recolza el basament d'una columna de base quadrada amb els cantons bisellats per la part superior, la qual cosa permet la transició a una columna de base octogonal. El capitell situat a la part superior és sense cap mena de decoració i culmina amb una creu de pedra, que està força desgastada.

## Història
No la trobem consignada en cap document antic, però com diu Sarret i Arbós en el seu llibre: Les creus de pedra del terme de Manresa, es creu que l'antiga creu era obra del segle xv, i que seria una de les fites que separaven el terme jurisdiccional del senyor de Salelles, que n'era el Pobarde i capítol de la seu de Manresa, del terme del veguer. A 1913, data de publicació de l'esmentat llibre, la creu encara estava en peu, i el seu autor en fa una petita descripció. L'actual creu de pedra és obra de l'any 1947, segons la inscripció del seu sòcol. Els tres graons de la base són antics, possiblement de la creu gòtica originària.
El seu estat de conservació és en general bo, malgrat que el sòcol està força desgastat.